# Греда (Врбовец)
Греда је насељено место у граду Врбовец, Загребачка жупанија, Хрватска.

## Историја
До територијалне реорганизације у Хрватској била је у саставу старе општине Врбовец.

## Становништво
У попису становништва из 2011. године, Греда је имала 96 становника.
| Број становника према пописима | Број становника према пописима | Број становника према пописима | Број становника према пописима | Број становника према пописима | Број становника према пописима | Број становника према пописима | Број становника према пописима | Број становника према пописима | Број становника према пописима | Број становника према пописима | Број становника према пописима | Број становника према пописима | Број становника према пописима | Број становника према пописима | Број становника према пописима |
| ------------------------------ | ------------------------------ | ------------------------------ | ------------------------------ | ------------------------------ | ------------------------------ | ------------------------------ | ------------------------------ | ------------------------------ | ------------------------------ | ------------------------------ | ------------------------------ | ------------------------------ | ------------------------------ | ------------------------------ | ------------------------------ |
| 1857                           | 1869                           | 1880                           | 1890                           | 1900                           | 1910                           | 1921                           | 1931                           | 1948                           | 1953                           | 1961                           | 1971                           | 1981                           | 1991                           | 2001                           | 2011                           |
| 0                              | 0                              | 0                              | 43                             | 49                             | 70                             | 78                             | 88                             | 116                            | 113                            | 122                            | 130                            | 140                            | 113                            | 129                            | 96                             |

Напомена: Исказује се од 1890, до 1931. у саставу насеља, а од 1948. као насеље. Од 1910. до 1981. исказивано под именом Греда Песковечка. Године 1880. подаци су садржани у насељу Песковец.